# Thomaskirche (Sokolov)

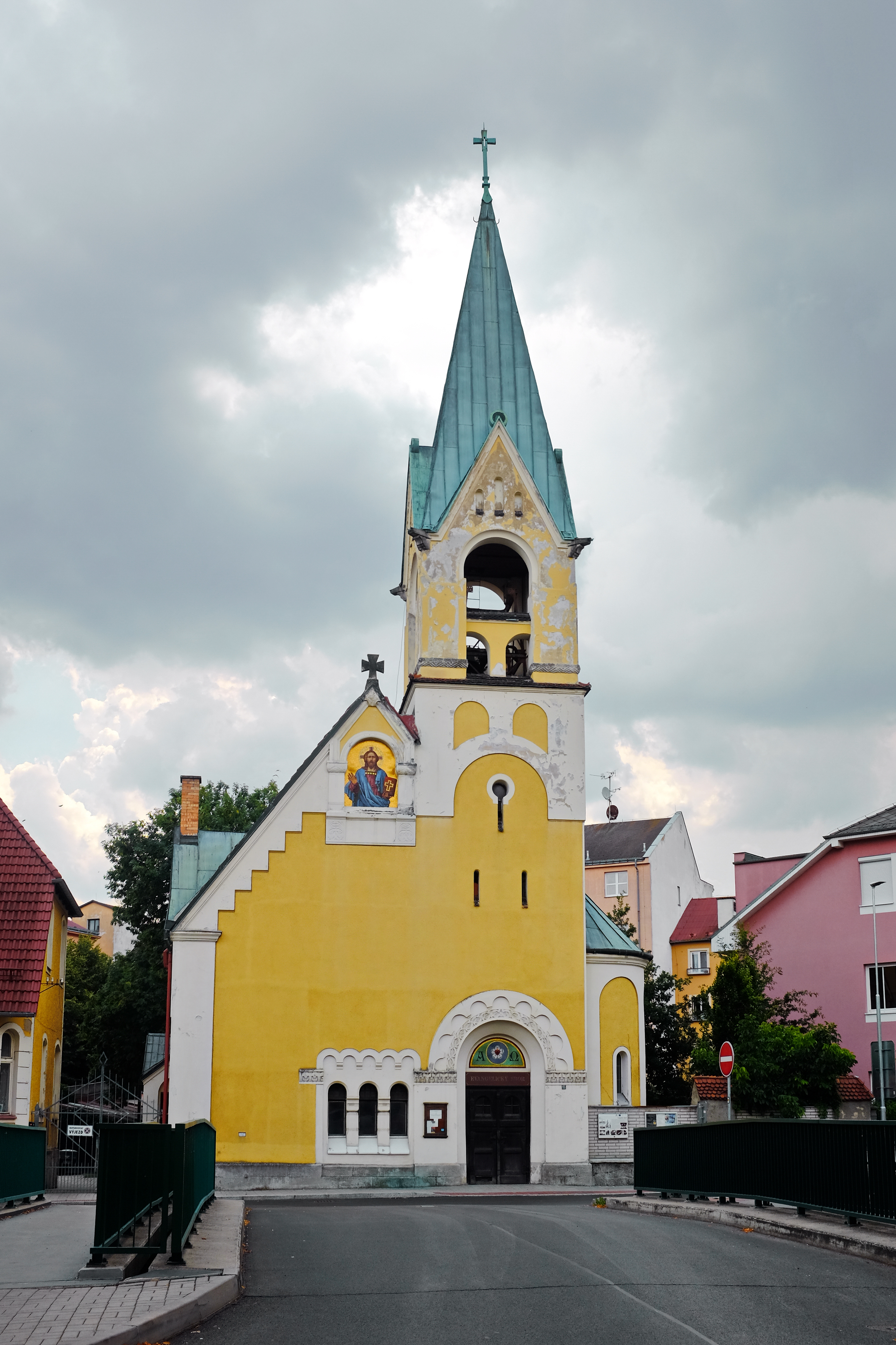
Sokolov, evangelische Thomaskirche

Die Thomaskirche war die evangelisch-lutherische Pfarrkirche von Sokolov (deutsch Falkenau an der Eger) in der Karlsbader Region in Tschechien. Bis 1918 bildete sie Teil der Evangelische Superintendentur A. B. Westböhmen, bis 1945 gehörte sie der Deutschen Evangelischen Kirche in Böhmen, Mähren und Schlesien, seither gehört sie der Evangelischen Kirche der Böhmischen Brüder an.
1899  als Filialgemeinde der Friedenskirche von Eger gegründet, wurde sie 1907 selbständige Gemeinde. Der Kirchenbau wurde in den Jahren 1903 bis 1904 durch den Leipziger Architekten Julius Zeißig in Formen des Späthistorismus mit Anklängen an die Formensprache der Neuromanik errichtet, unmittelbar anschließend entstand das benachbarte Pfarrhaus.